# Håga
Håga est une localité de Suède dans la commune d'Uppsala située dans le comté d'Uppsala.
La population comptait 291 habitants en 2019.